# Echo Lake (meer in Californië)
Echo Lake is een zoetwaterbergmeer in de Sierra Nevada in de Amerikaanse staat Californië. Het ligt in El Dorado County ten zuidwesten van Meyers. Het meer bestaat uit twee delen, Upper en Lower, die met elkaar zijn verbonden door een smalle doorgang. De waterstand wordt in de zomermaanden op 2260 meter boven zeeniveau gehouden door een dammetje op de uitstroom. Rond het meer zijn enkele berghutten gebouwd; in het uiterste oosten is een gelijknamig gehucht met haventje.